# 頸城大野站
頸城大野站（日语：／ Kubiki-ōno eki */?）是位於日本新潟縣糸魚川市，隸屬於西日本旅客鐵道（JR西日本）的鐵路車站。本站每天只提供7班普通列車前往南小谷站，2班前往平岩站，9班次則前往糸魚川站。
由於福島縣常磐線在日本國鐵時代已設有大野站，而開業前一年，新潟交通電車線於西蒲原郡（即現時新潟市西區）亦設置越後大野站，因此本站在命名時改採用令制國次一級的郡名「頸城」入名，成為現今的站名「頸城大野」。

## 車站結構

### 站房

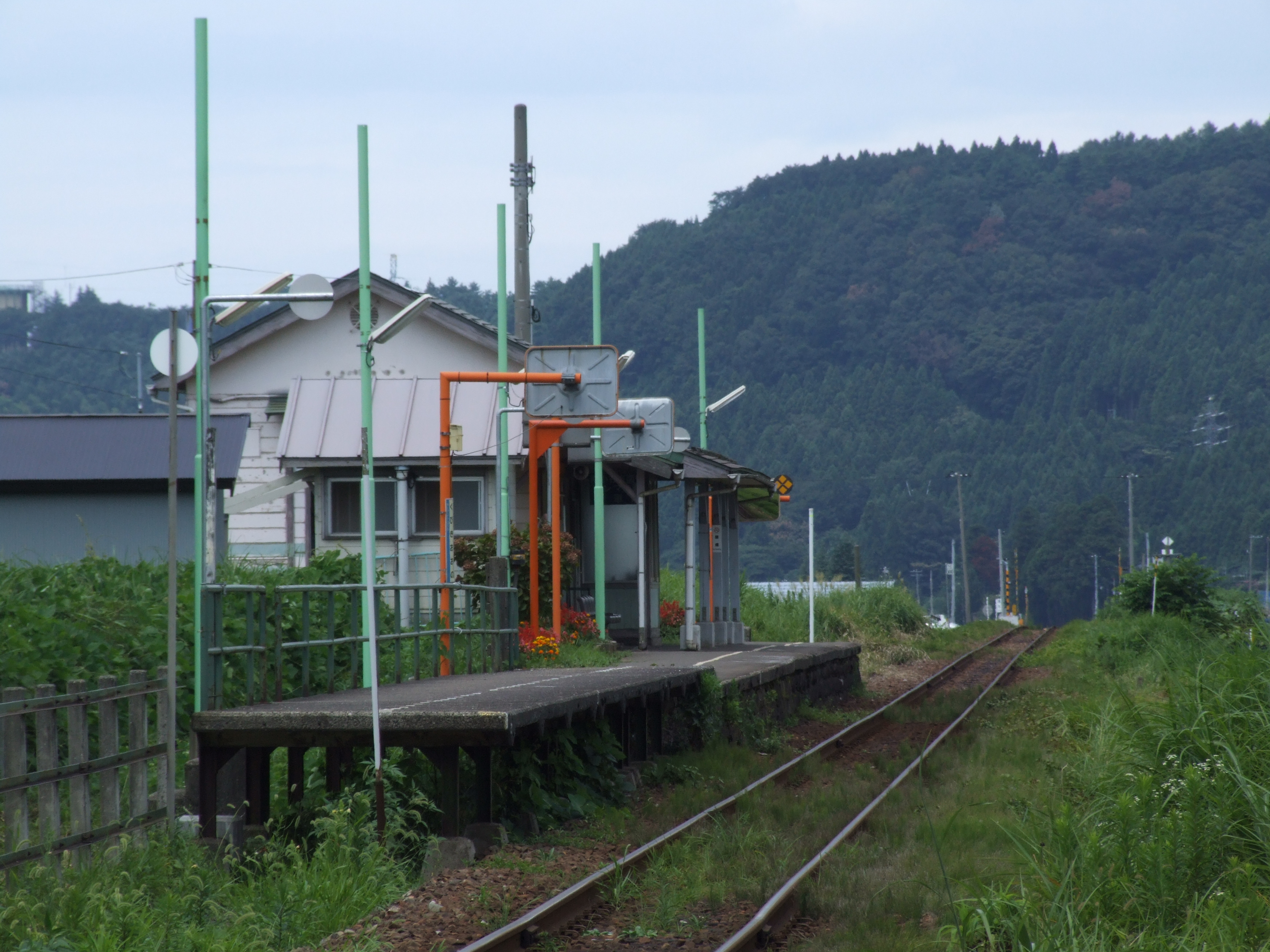
月台(2009年5月)

本站的站房為木製單層站房，驗票閘口前的月台部份設有屋簷，可同時供作有蓋候車亭之用。此站與北小谷站在開站時皆只設置1座側式月台，列車無法在此交換。即使後來北小谷站因車務需求而增設通過路軌，本站亦未有跟隨裝設，是同區間中少數能夠一直位處直線區間的車站。

### 月台
有效長度為超過4輛，其中往根知站方向約2輛的長度為後來加建，高度稍比原來的月台為高。列車靠站時上行往南小谷方向為右側開門，下行往糸魚川為左側開門。
| 路線    | 方向 | 前往             | 備註 |
| ------- | ---- | ---------------- | ---- |
| ■大糸線 | 上行 | 平岩、南小谷方向 |      |
| ■大糸線 | 下行 | 糸魚川方向       |      |

## 歷史
- 1934年11月14日：隨國鐵大糸北線糸魚川～根知通車而開業。
- 1957年8月15日：大糸北線與大糸南線貫通，改稱名大糸線。
- 1972年10月2日：貨運服務取消。
- 1987年4月1日：國鐵分割民營化，成為西日本旅客鐵道（JR西日本）車站。
- 2014年：

- 11月22日：因發生2014年長野縣北部地震，引起土石流，列車暫時停駛。
- 11月24日：列車復駛。

- 2024年6月1日：為方便沿線居民轉乘北陸新幹線及促進大糸線的使用，由糸魚川市、大町市及JR西日本共同安排於2024年6月1日至2025年3月31日為止，試行每天以巴士形式加開4班來往白馬～糸魚川之間的班次[2]，變相重新直通JR西日本及JR東日本的路段[3][4]。

## 利用人數
| 乗車人員推算 | 乗車人員推算 | 乗車人員推算 |
| 年度         | 1日平均人數  |              |
| ------------ | ------------ | ------------ |
| 2004         | 49           |              |
| 2005         | 26           |              |
| 2006         | 13           |              |
| 2007         | 16           |              |
| 2008         | 14           |              |
| 2009         | 12           |              |
| 2010         | 16           |              |
| 2011         | 12           |              |
| 2012         | 9            |              |
| 2013         | 6            |              |
| 2014         | 9            |              |
| 2015         | 10           |              |
| 2016         | 9            |              |
| 2017         | 15           |              |
| 2018         | 12           |              |
| 2019         | 13           |              |
| 2020         | 11           |              |

## 相鄰車站
西日本旅客鐵道
■大糸線
根知－頸城大野－姬川

## 外部連結
- JR西日本 頸城大野站公式網頁。 （页面存档备份，存于）（日語）